# Wolfgang Schwierzke
Wolfgang Schwierzke (* 8. März 1937) ist ein ehemaliger deutscher Fußballspieler. Der Defensivspieler absolvierte in der Debütsaison der Fußball-Bundesliga, 1963/64, beim SV Werder Bremen drei Bundesligaspiele.

## Karriere
Das 20-jährige Nachwuchstalent Wolfgang Schwierzke kam zur Saison 1957/58 vom Cuxhavener SV aus der Amateurliga Niedersachsen zur Amateurelf von Holstein Kiel. Nach einem Jahr gehörte er ab der Saison 1958/59 der Ligaelf der „Störche“ in der Fußball-Oberliga Nord an. Er debütierte unter Trainer Helmuth Johannsen am 17. August 1958 beim 3:1-Heimerfolg gegen den VfL Osnabrück in der Oberliga. Beim Debüt agierte er im damaligen WM-System auf Halblinks. An der Seite von Torhüter Henry Peper, Hans Peter Ehlers und Alfred Bornemann gehörte er mit 28 Einsätzen und sechs Toren bei der Belegung des zehnten Ranges der Kieler Stammbesetzung an. Insgesamt lief er für die Kieler von 1958 bis 1961 in 79 Spielen auf und erzielte 16 Tore. Zur Saison 1961/62 übernahm der bisherige Kieler Trainer Johannsen das Amt beim 1. FC Saarbrücken und Schwierzke wechselte mit in das Saarland. In der ersten Saison in der Oberliga Südwest belegten Johannsen und Schwierzke mit ihrer neuen Mannschaft den dritten Rang. Für das letzte Jahr der alten erstklassigen Oberligaära, 1962/63, kam aus Kiel Mittelstürmer Dieter Krafczyk zum 1. FC Saarbrücken. Schwierzke absolvierte alle 30 Rundenspiele und erzielte zehn Tore, Krafczyk gelangen neben dem neuen Flügelstürmer Erich Maas 29 Tore. Von 1961 bis 1963 bestritt Schwierzke 54 weitere Oberligaspiele, in denen er 14 Tore erzielte.
Zum Start der Bundesliga heuerte Schwierzke bei den Hanseaten vom SV Werder Bremen an und Johannsen übernahm den Trainerposten bei Eintracht Braunschweig. Bei Werder konnte er sich unter Trainer Willi Multhaup nicht gegen das Verteidigerpaar Josef Piontek und Max Lorenz durchsetzen und absolvierte drei Spiele. In der Hinrunde kam er in den zwei Begegnungen gegen den Hamburger SV (4:2) und Braunschweig (1:1) und in der Rückrunde am 4. April 1964 bei der 0:7-Auswärtsniederlage bei Eintracht Frankfurt zum Einsatz.
Nach einer Spielzeit wechselte Schwierzke zu Eintracht Trier und spielte fortan in der Regionalliga Südwest. Er startete mit der Eintracht am 9. August 1964 vor 15.000 Zuschauern mit einem 3:1-Erfolg gegen den Bundesligaabsteiger 1. FC Saarbrücken in die Runde 1964/65. Am Rundenende belegte er mit Trier an der Seite von Mitspielern wie Josef Hehl (Torhüter), Lothar Kleim, Erich Hermesdorf und Dieter Brozulat den dritten Rang. Er bildete überwiegend mit Wilhelm Haag das Trierer Verteidigerpaar. Insgesamt kam er in Trier in 115 Spielen zu 12 Toren für die Eintracht.